# Museo Etnográfico e Histórico Es Celler
Das Museo Etnográfico e Histórico Es Celler ist ein öffentliches Museum auf der unter Naturschutz stehenden kleinen Baleareninsel Cabrera.
In der umgebauten ehemaligen Bodega (katalanisch: Celler) werden Exponate zur Ethnologie, Geschichte und Naturkunde des der mallorquinischen Küste vorgelagerten Archipels Cabrera gezeigt. Das ehemalige Lagerhaus der Bodega wurde 2009 renoviert und als Museum eingerichtet.
Vor dem Gebäude des Museums befindet sich ein botanischer Garten, in dem viele der auf Cabrera heimischen Pflanzen zu sehen sind. 21 % aller Endemismen der Balearen sind auf dem Cabrera-Archipel beheimatet. Verwaltet wird das Museum vom Palma Nationalparkbüro (Oficina Administrativa del Parque Nacional Marítimo-Terrestre del Archipiélago de Cabrera) mit Sitz in Palma.

## Trivia
Seit Anfang 2014 gibt es in der Nähe des Museums ein Refugio auf Cabrera, das Besuchern der Inseln, die nicht mit eigenem Boot die Insel besuchen, die Möglichkeit bietet, in zwölf Zimmern mit 24 Betten bei einer maximalen Aufenthaltsdauer von zwei Nächten zu verweilen.